# Rhipidomys wetzeli
Rhipidomys wetzeli (Gardner, 1989) è un roditore della famiglia dei Cricetidi diffuso nell'America meridionale.

## Descrizione

### Dimensioni
Roditore di piccole dimensioni, con la lunghezza totale tra 201 e 247 mm, la lunghezza della coda tra 114 e 148 mm e la lunghezza del piede tra 21 e 25 mm, la lunghezza delle orecchie tra 15 e 19 mm e un peso fino a 39 g.

### Aspetto
Le parti dorsali sono arancioni brillanti finemente striate di nero, i fianchi sono più chiari, mentre le parti ventrali sono color crema o arancioni chiare con la base dei peli grigie scure. Le orecchie sono scure. I piedi sono corti e con una piccola macchia scura sul dorso alla base delle dita. La coda è più lunga della testa e del corpo, è uniformemente marrone scura cosparsa di pochi peli e con un lungo ciuffo all'estremità.

## Biologia

### Comportamento
È una specie arboricola e notturna.

### Alimentazione
Si nutre di semi.

### Riproduzione
Una femmina che allattava è stata catturata nel mese di dicembre. Danno alla luce fino a 2 piccoli alla volta.

## Distribuzione e habitat
Questa specie è endemica dei tepui nel Venezuela orientale e nella Guyana occidentale. Probabilmente è presente anche nelle zone confinanti del Brasile.
Vive nelle foreste umide tra 1.032 e 1.850 metri di altitudine.

## Conservazione
La IUCN Red List, considerato il vasto areale e la popolazione presumibilmente numerosa, classifica R.wetzeli come specie a rischio minimo (Least Concern).